# Carlos Alfonso Abella y de Arístegui
Carlos Alfonso Abella y de Arístegui (Madrid, 3 de diciembre de 1965) es un diplomático español. Desde 2021, Embajador en Misión Especial para las Cumbres Iberoamericanas y Espacios Iberoamericanos.

## Carrera diplomática
Hijo del embajador Carlos Abellá y Ramallo y de la pintora y escritora Pilar de Arístegui. 
Tras completar la licenciatura en Derecho en la Universidad Complutense de Madrid (1989), ingresó en la Escuela Diplomática. En su primer destino fue enviado al Gabinete del Secretario de Estado para la Cooperación Internacional y para Iberoamérica (1994). 
Posteriormente ocupó diversos puestos: Primer Secretario en la Embajada de España en Kinshasa (1995-1997), Segunda Jefatura en la Embajada de España en Zagreb (1997-2000); Consejero Técnico y Vocal Asesor en el Gabinete del Ministro de Asuntos Exteriores y Cooperación (2000-2002); Asesor para Asuntos Internacionales del Ministro del Interior (2002-2004); Primer Secretario y Encargado de los Asuntos de la Unión Europea en la Embajada de España en Moscú (2004-2008); Consejero para Asuntos Culturales en la Embajada de España en Tokio (2008-2011); director general de Relaciones Internacionales y Extranjería en el Ministerio del Interior (enero de 2012-2017).
En 2007 fue nombrado embajador de España en la República del Ecuador donde permaneció hasta 2020.
En 2021 fue nombrado Embajador en Misión Especial para las Cumbres Iberoamericanas y Espacios Iberoamericanos, y Secretario General de las Fundaciones Consejo Iberoamericanas, que engloban, además de la de Perú, la Fundación Consejo España-Colombia y la Fundación Consejo España-Brasil.